# Icas reklamfilmer
Icas reklamfilmer, Ica-såpan, är en serie återkommande reklamfilmer från dagligvaruföretaget Ica, som visas i svensk TV sedan 2001. Varje film är uppbyggd som en ungefär 30 sekunder lång sketch och utspelar sig i en Ica-butik där man med olika knep visar upp veckans aktuella varor.
Reklamfilmerna startade den 29 november 2001 och blev sedermera mycket populära på grund av sin särart. Det sänds en ny reklamfilm nästan varje vecka. Varje film är uppbyggd som en kort humorsketch i matbutiksmiljö där man samtidigt på olika vis framvisar varor med tillfälligt nedsatt pris. Handlingen kretsar oftast kring fyra personer: en butikschef och tre anställda. Av de ursprungliga rollfigurerna Stig (Hans Mosesson), Ulf (Paul Tilly), Roger (Robin Stegmar) och Kajsa (Sanna Bråding) har endast Ulf varit med under hela produktionsloppet.
Ica-reklamen vann Guldägget i kategorin Reklamfilm år 2001, 2002 och 2003. 2007 utsågs Ica-reklamen av Guinness Rekordbok som den längsta reklamserien i historien.

## Historia
Ica har sänt reklam i svensk TV nästan ända sedan tv-reklam blev tillåten i Sverige. De första åren var det reklam av det enklare slaget. En kvinna läste upp varans namn och pris samtidigt som en bild på varan visades. Bakgrunden bestod av uppradade matvaror, Ica-logotyper och kundkort. Detta tema varierades senare. Kvinnan som läste priser försvann. Innan de nuvarande filmerna började dyka upp användes filmer där matvarorna gavs rörelseförmåga. Reklamfilmerna hade röd bakgrund med varor som hoppade runt i en vit grafik.
För Icas egna märkesvaror har andra filmer använts. Först var det den vanliga kvinnan som konstaterade att "Ica Handlarnas är vårt eget märke". Därefter skapades några reklamfilmer med barn som fick gestalta matvaror.

## Produktion och inspelning
Reklamen producerades till en början av reklambyrån King Reklambyrå och produktionsbolaget Tre Vänner. Från hösten 2003 producerade King ensamma filmerna. Enligt källor till Resumé kostar produktionen av en Ica-reklamfilm ungefär 400 000 kronor. Tack vare den stora volym reklamfilmer som produceras kan man teckna långsiktiga avtal med skådespelare och andra inblandade vilket håller nere kostnaderna. Ica-reklamfilmerna blir ändå sällan en kostnad för Ica, då de varumärken som syns i reklamerna får betala för att vara med. Under en period sändes även en reklam för Icas egna märkesvaror där en käck sång ingick. 
Inspelningen sker i Gustavsberg och man spelar in fem gånger varje år. Under varje år produceras omkring 35 filmer och varje film tar två dagar att spela in. Det har i september 2014 visats 458 reklamfilmer.
Ica visade mellan 2005 och 2008 reklamfilmerna i en norsk version. När Herman Lindqvist medverkade i reklamfilmen fick han 30 000 kronor som han själv skänkte till Läkare utan gränser.

## Rollinnehavare
De rollfigurers namn som har röd bakgrund är inte längre med i Ica-reklamen.

### Nuvarande personal
| Rollnamn              | Skådespelare                                                                                    | Kommentar |
| --------------------- | ----------------------------------------------------------------------------------------------- | --- |
| Stig ”Stickan” Olsson | Hans Mosesson (avsnitt 1 - 512) Loa Falkman (avsnitt 512 - 2021/v3) Björn Kjellman (2021/v4 - ) | Chef för en Ica-butik. Chef för en Ica-butik. Indikerades vecka 42 2014 vara pappa till den Cindy som spelades av Joanna Eriksson. Den 1 februari 2015 övertog Loa Falkman chefsrollen "Ica-Stig" från den ursprungliga rollinnehavaren Hans Mosesson. Hans Mosesson medverkade ytterligare två gånger i Ica-filmerna, vecka 26 2015 och vecka 3 2021. Loa Falkman valde i december 2020 att hoppa av Ica-reklamen. Han ersattes i januari 2021 av Björn Kjellman. |
| Ulf Karlsson          | Paul Tilly                                                                                      | Har varit med sedan starten. |
| Sebastian Lorentzon   | Magnus Skogsberg Tear                                                                           | Frukt- och gröntansvarig sedan våren 2006. |
| Jerry                 | Mats Melin                                                                                      | Praktikant med Downs syndrom som medverkade i tre avsnitt med start vecka 42, 2009. Han medverkade under hösten 2010 fram till 16 februari 2012. Har sedan dess återvänt då och då i vissa filmer. |
| Sara                  | Laura Majid                                                                                     | Började april 2025. |
| Ebba                  | Karolina Wedin Sofia Wedin                                                                      | Medverkade i ett antal filmer veckorna 26, 30 och 31 2016 som Abbes dejt men från och med vecka 37 2016 jobbar även hon i butiken. |

### Tidigare personal
| Rollnamn             | Skådespelare                                                                     | Kommentar |
| -------------------- | -------------------------------------------------------------------------------- | --- |
| Stina                | Suzanne Reuter                                                                   | Började 31 januari 2021 och var kvar i cirka tre och ett halvårs tid fram till maj 2024 då hon avslutade för att åka på en långresa. Hon är Stigs storasyster.                                 |
| Cindy                | Cecilia Forss (2008/v44 - 2014/v4)                                               | Började vecka 44 2008. Var sedan med i cirka fem års tid och avslutade sin anställning vecka 4 2014. Medverkade dock vid ett engångstillfälle vecka 37 2014.                                   |
| Cindy                | Joanna Eriksson (2014/v13 - 2021)                                                | Nyanställd vecka 13 2014. I mars 2021 slutade hon i butiken. |
| Bella                | Anna Wehlin                                                                      | Började vecka 30 2008 och ersatte Sofia. |
| Gerda                | Hans Mosesson                                                                    | Stigs syster som var vikarie över en helg, vecka 22 2011. |
| Roger                | Robin Stegmar                                                                    | Medverkade från starten. Rymde i juni 2003. |
| Kajsa                | Sanna Bråding                                                                    | Medverkade från starten. Sade upp sig i september 2002, men hälsade på igen ett år senare och hann medverka i två filmer.                                                                      |
| Sonja                | Sonia Tello                                                                      | Anställdes genom en casting hösten 2002. Gifte sig med Lill-Micke och slutade sommaren 2004.                                                                                                   |
| Leif                 | Paul Tilly                                                                       | Tvilling till Ulf som sades upp efter bara någon vecka. |
| Markus               | Marko Lehtosalo                                                                  | Praoelev som kom in i början av november 2003 men slutade till nyår samma år. |
| Lill-Micke Bergström |                                                                                  | Jobbade som lastbilsförare åt Ica, gifte sig sedan med Sonja. |
| Rune Modin           |                                                                                  | Stigs svåger. Jobbade i några veckor hösten 2004, sade upp sig för att han var utarbetad. |
| Snygg-Lars           | Niklas Damm                                                                      | Anställdes i november 2004 och slutade vecka 4 2005. |
| Sofia                | Claudia Galli (vecka 6-50, 2005) Sara Sommerfeld (vecka 50, 2005-vecka 25, 2008) | Började vecka 6 2005 och spelades då av Claudia Galli. Vecka 50 2005 drog hon av sig masken och byttes ut mot Sara Sommerfeld. Fick jobb av Bert Karlsson och slutade i butiken vecka 25 2008. |
| Costas               | Isidor Torkar                                                                    | Kock anställd våren 2007. Blev chef när Stig lämnade butiken (september 2007), men lämnade sedan butiken när Stig återvände.                                                                   |
| Pierre Silver        | Daniel Larsson                                                                   | Anställd våren 2008 och fick sluta efter avslöjande om insiderjobbet. |
| Abdullah (Abbe)      | Ahmad Khan Mahmoodzada                                                           | Extrajobbare i butiken som slutade i början av juni 2017 för att åka på en jorden runt-resa.                                                                                                   |

### Gästskådespelare
| Rollnamn             | Skådespelare                                               | Kommentar |
| -------------------- | ---------------------------------------------------------- | --- |
| Cindys mamma         | Gunnel Fred                                                | Cindys mamma besöker butiken och indikerar på att Stig (Hans Mosesson) är pappa till Cindy (Joanna Eriksson), vecka 42 2014. |
| Sig själv            | Hans Wiklund                                               | Bankkund, vecka 46 2010 |
| Sig själv            | Nils Petter Sundgren                                       | Bankkund, vecka 46 2010 |
| TV-tittare           | Mikael Riesebeck                                           | Tittar på Ica-reklamen, vecka 41 2010                                                                                        |
| TV-tittare           | Siw Carlsson                                               | Tittar på Ica-reklamen, vecka 41 2010                                                                                        |
| Sig själv            | Gudrun Schyman                                             | Pratar med Ulf, vecka 21 2010                                                                                                |
| Sångare              | Nordman                                                    | Sjunger i reklamfilmen, vecka 12 2010.                                                                                       |
| Jamie Oliver         | Jamie Oliver                                               | Besöker butiken, vecka 50 2009.                                                                                              |
| Kidnappare           | E.M.D.                                                     | Kidnappar Ulf, vecka 48 2009.                                                                                                |
| Lill-Babs            | Barbro Svensson                                            | Hälsade på i slutet av oktober 2003.                                                                                         |
| Gunnar Svensson      | Roland Nordqvist                                           | Gunnar från Telia-reklamen handlade i butiken vecka 30 2009.                                                                 |
| Anders Berglund      | Anders Berglund                                            | Var med som gäst under två avsnitt.                                                                                          |
| Horst Hirschenkeller | Jan Mybrand                                                | Inredningsansvarig, parodi på Ernst Kirchsteiger.                                                                            |
| Sofia                | Claudia Galli                                              | Spelade Sofia i början, men drog i ett avsnitt av sig masken och blev Sara Sommerfeld.                                       |
| Bert                 | Bert Karlsson                                              | Blev ägare av butiken och tänkte öppna Schlagerland.                                                                         |
| Lars Lagerbäck       | Lars Lagerbäck                                             | Gästade några avsnitt inför Fotbolls-VM 2006.                                                                                |
| Pasquale Poiré       | Santo Magonza                                              | Mannen som hänger i taket och styr skyltarna.                                                                                |
| Johan Elmander       | Johan Elmander                                             | Spelar sig själv |
| Anders Svensson      | Anders Svensson                                            | Spelar sig själv |
| Mona/Monique         | Mona Seilitz                                               | Kund som Stig blir ihop med (sommaren 2007).                                                                                 |
| Kund                 | Arne Weise                                                 | Spelar sig själv. |
| Kund                 | Andreas Johnson                                            | Spelar sig själv. Sofia och Sebastian jagar honom genom butiken.                                                             |
| Kund                 | Linda Bengtzing                                            | Spelar sig själv i Sebastians dröm.                                                                                          |
| Kund                 | Alice Timander                                             | Spelar sig själv i Sebastians dröm.                                                                                          |
| Kund                 | Christina Schollin                                         | Spelar sig själv. |
| Kund                 | Mi Ridell                                                  | |
| Kock                 | Erik Lallerstedt                                           | Spelar sig själv. |
| Officer              | Rafael Edholm                                              | Officer som bär iväg med Sebastian.                                                                                          |
| Nattsuddare          | Svante Grundberg                                           | Spelar sig själv i nattsuddaravsnittet.                                                                                      |
| Nattsuddare          | Björn Wallde                                               | Spelar sig själv i nattsuddaravsnittet.                                                                                      |
| Vikarier             | Andreas Wilson, Dan Ekborg, Ewa Fröling och Sten Ljunggren | Vikarier, vecka 9 - 2010 |
| Vikarier             | Glada Hudikteatern                                         | Vikarier, vecka 8 - 2011 |
| Tårtdansaren         |                                                            | Överraskningen till Stig på hans 64-årsdag.                                                                                  |
| Herman Lindqvist     | Herman Lindqvist                                           | Pratar om påsken, vecka 15 - 2011.                                                                                           |
| Måns Zelmerlöw       | Måns Zelmerlöw                                             | Jerrys kompis (julen 2010).                                                                                                  |
| Jill Johnson         | Jill Johnson                                               | Vecka 47 - 2011 |
| Bengt Frithiofsson   | Bengt Frithiofsson                                         | Vecka 20 - 2012 |
| Edward Blom          | Edward Blom                                                | Vecka 24 - 2012 |
| Sean Banan           | Sina Samadi                                                | Vecka 20 - 2013 |
| Glenn Hysén          | Glenn Hysén                                                | Vecka 45 - 2021 |
| "Stammis"            | Fredrik Hallgren                                           | Vecka 38 - 2023 |
| Stinas respartner    | Claes Månsson                                              | Vecka 19 - 2024 |